# Jacob Lekgetho
Jacob Lekgetho, né le 24 mars 1974 à Soweto et mort le 9 septembre 2008 à Johannesbourg, est un footballeur sud-africain.